# بی‌مهر رخت روز مرا نور نماندست
غزلی با مطلع «بی‌مهر رخت روز مرا نور نماندست»، غزل شمارهٔ ۳۸ از دیوانِ حافظ در تصحیحِ محمد قزوینی و قاسم غنی است.

## در اجراها
عبدالوهاب شهیدی و الهه در برنامهٔ شمارهٔ ۴۶۶ از مجموعهٔ گل‌های رنگارنگ این غزل را در آوازِ دشتی اجرا کرده‌اند.